# Comuna Povciîne, Novohrad-Volînskîi
Povciîne (în ucraineană Повчинська сільська рада) este o comună în raionul Novohrad-Volînskîi, regiunea Jîtomîr, Ucraina, formată din satele Kalînivka și Povciîne (reședința).

## Demografie
Componența lingvistică a comunei Povciîne
     Ucraineană (98,42%)
     Rusă (1,48%)
     Alte limbi (0,09%)
Conform recensământului din 2001, majoritatea populației comunei Povciîne era vorbitoare de ucraineană (98,42%), existând în minoritate și vorbitori de rusă (1,48%).